# 남해고속도로제2지선
| 2001년 이전 고속국도 노선 (기종점은 2001년 8월 24일 이전을 기준으로 함) | 2001년 이전 고속국도 노선 (기종점은 2001년 8월 24일 이전을 기준으로 함) | 2001년 이전 고속국도 노선 (기종점은 2001년 8월 24일 이전을 기준으로 함) |
| ----------------------------------------------------------------------- | ----------------------------------------------------------------------- | ----------------------------------------------------------------------- |
| 노선 기호와 사용 연도                                                   |                                                                         | 6-2                                                                     |
| 노선 기호와 사용 연도                                                   | 1983년 ~ 1997년                                                         | 1997년 ~ 2001년                                                         |
| 노선명                                                                  | 남해고속도로제2지선 (고속국도 제6-2호선)                                | 남해고속도로제2지선 (고속국도 제6-2호선)                                |
| 기점                                                                    | 부산광역시 사상구                                                       | 부산광역시 사상구                                                       |
| 종점                                                                    | 경상남도 김해시                                                         | 경상남도 김해시                                                         |

남해고속도로의제2지선(南海高速道路의第二支線, 고속국도 제104호선)은 경상남도 김해시를 기점으로, 부산광역시 사상구를 종점으로 하는 대한민국의 고속도로이며 남해고속도로의 지선이다. 냉정 분기점에서 남해고속도로가 분기한다. 이 고속도로의 종점은 자동차 전용도로인 동서고가로와 연결되어 있어, 부산 시내로의 진입을 원활하게 하고 있다.

## 역사

### 개통 초기
1978년 5월 22일 냉정 분기점 ~ 사상 나들목의 전 구간이 착공되어 1978년 6월 22일 고속국도 제9호 부산마산고속도로로 지정되었다. 1981년 9월 4일에 전 구간이 남해고속도로 마산 ~ 냉정 구간의 왕복 4차로 확장과 함께 왕복 4차로로 개통되었다. 본선인 냉정 분기점 ~ 덕천 나들목은 1996년까지 왕복 2차로였기 때문에, 지선이 본선보다 차로 수가 더 많았다. 개통 두 달만인 1981년 11월 7일 고속국도 제6의2호 남해고속도로지선으로 개칭되었고, 1992년 4월 29일에는 남해고속도로의 또다른 지선인 구 남해고속도로제3지선이 지정됨으로 인해 고속국도 제6의2호 남해고속도로제2지선으로 개칭되었다. 2001년 8월 25일에는 고속국도 노선번호가 제6의2호에서 제104호로 변경되었다.

### 6, 8차로 확장
교통량의 증가에 힘입어 2002년 타당성 조사와 기본설계가 시작되어 2003년 10월 완료하였고, 2007년 9월에는 실시설계를, 2008년 4월에는 보완설계를 완료해 2008년 12월에 남해고속도로 냉정 분기점 ~ 덕천 나들목, 중앙고속도로지선 전 구간 (김해 분기점 ~ 대동 분기점 신설 구간 포함)과 함께 냉정 분기점 ~ 사상 나들목이 왕복 6, 8차로로 확장하는 공사가 착공되었다. (단, 서부산 나들목 ~ 사상 나들목은 2009년 2월 착공) 이후 2012년 10월 15일 신낙동대교가 개통되어 기존 낙동대교는 보수공사를 위해 폐쇄되었다. 2014년 4월 28일, 보수 공사가 완료되어 낙동대교 구간이 확장 개통되었고, 2014년 9월 12일 새로운 서부산 요금소가 완공되었지만, 실제 운영은 10월 1일부터 개시하였다. 서부산 요금소는 기존 부산광역시 강서구 대저동이었지만, 김해시 수가동과 강서구 범방동의 경계로 이전하였다. 전 구간 확장 개통은 당초 2013년 12월이었으나, 공사가 지연되면서 연기가 되어 2014년 12월 12일 서부산 요금소 - 사상 나들목 구간이 우선 확장 개통되었다. 그리고 나머지 구간인 냉정 분기점 ~ 서부산 요금소 구간은 2014년 10월 공사 업체 (울트라건설)의 부도로 공사 업체의 보증 이행 업체인 건설공제조합이 4차례의 입찰을 진행하였으며 4차례의 입찰에도 투찰자가 나타나지 않자 공사를 대신할 후속 업체로 대저건설을 선정하여 잔여 건설이 진행되어 2015년 6월 11일에 왕복 6, 8차로로 확장 개통되었다.

## 연혁
- 1978년 6월 22일 : 부산시 부산진구 감전동 ~ 경상남도 김해군 주촌면 구간을 고속국도 제9호선 부산 ~ 마산선으로 지정[7]
- 1981년 11월 7일 : 고속국도 제6호의2호선 남해고속도로지선(남해선의 지선)으로 노선명 변경[8]
- 1982년 12월 3일 : 가락 나들목 개통[9]
- 1992년 4월 29일 : 기점을 '부산직할시 부산진구 감전동'에서 '부산직할시 북구 감전동'으로 변경, 남해고속도로제2지선(남해제2지선)으로 노선명 변경[10]
- 1993년 4월 17일 : 장유 나들목 개선 공사로 인해 경상남도 김해군 장유면 무계리, 산문리, 신문리 1.2km 구간 도로구역 변경[11]
- 1996년 7월 1일 : 기점을 '부산직할시 북구 감전동'에서 '부산광역시 사상구 감전동'으로, 종점을 '경상남도 김해군 주촌면'에서 '경상남도 김해시 주촌면'으로 변경[12]
- 1998년 3월 10일 : 1999년 12월까지 가락 나들목 요금소 설치 공사로 인해 부산광역시 강서구 봉림동 640m 구간 도로구역 변경[13]
- 2001년 6월 1일 : 2001년 12월까지 장유 나들목 요금소 설치 공사로 인해 경상남도 김해시 장유면 무계리 ~ 삼문리 4.17km 구간 도로구역 변경[14]
- 2001년 8월 25일 : 노선번호를 제6호의2에서 제104호로 변경.[15]
- 2008년 7월 16일 : 냉정 ~ 부산 구간 확장 공사를 위해 경상남도 김해시 주촌면 부곡리 ~ 부산광역시 사상구 감전동 19.8km 구간 도로구역 변경[16]
- 2008년 12월 : 전 구간 확장 공사 및 서부산 요금소 이설 공사 착공
- 2010년 12월 28일 : 도로명주소에 냉정 분기점부터 사상 나들목까지 20.6 km 구간을 남해2지선고속도로로 고시[17]
- 2014년 10월 1일 : 서부산 요금소를 부산광역시 강서구 남해2지선고속도로 17에서 경상남도 김해시 남해2지선고속도로 12 (수가동)으로 이설 및 다차로 하이패스 시스템 도입
- 2015년 3월 27일 : 국토교통부고시로 기점을 '경상남도 김해시 주촌면'에서 '경상남도 김해시 부곡동'으로 변경, 종점을 '부산광역시 사상구 감전동'으로 명시[18]
- 2020년 8월 6일 : 2022년 12월 31일까지 율하 하이패스 나들목 설치 공사를 위해 경상남도 김해시 신문동 ~ 관동동 1.09km 구간 도로구역 변경[19]
- 2022년 6월 8일 : 율하 나들목 착공[20]
- 2022년 7월 8일 : 구 서부산 요금소 부지에 서부산휴게소 신설 개장[21]
- 2024년 11월 28일: 남장유 나들목 개통

## 논란
서부산 요금소가 기존의 서부산 나들목 부근에서 장유 나들목과 가락 나들목 사이로 이전되면서 가락 나들목은 개방형으로 전환되었다. 이 나들목을 이용하던 운전자들은 무료화를 기대하였으나, 개방형 요금소가 새로 설치되고 요금만 1000원으로 바뀌었을 뿐 거의 변화가 없었다. 한때 가락 요금소의 통행료 징수 폐지를 논의를 했었지만, 결국에는 가락 요금소의 통행료 징수 폐지 계획은 무산이 되고 말았다.

## 구성

### 차로수
| 지점        | 창원 방향 | 부산 방향   |
| ----------- | --------- | ----------- |
| 냉정 분기점 | 3         | 3           |
| 장유 나들목 | 3         | 3           |
| 4           | 4         |             |
| 4           | 4         | 사상 나들목 |

### 총 연장
- 18.78 km

### 제한 속도
- 전 구간 최고 100km/h, 최저 50km/h

## 나들목 · 분기점
- 여기서 숫자는 진출입교차점 (IC 및 JC) 번호를 말하고, TG는 요금소 (tollgate), SA는 (Service Area)를 뜻한다.

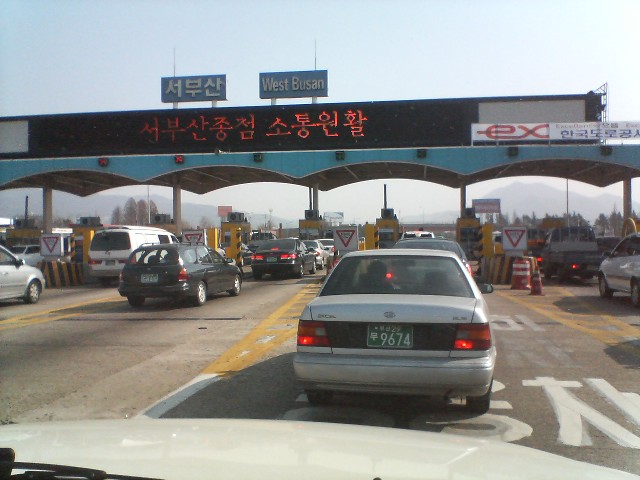
이전되기 전 서부산 요금소

- 거리의 단위는 km이다.
- 거리 기준은 2014년 말 기준이다.

| 번호            | 이름          | 로마자 이름   | 구간 거리  | 누적 거리 | 접속 노선                                                    | 소재지                                                                                               | 소재지                                                                                                 | 비고                                           |
| --------------- | ------------- | ------------- | ---------- | --------- | ------------------------------------------------------------ | --- | --- | ---------------------------------------------- |
| 1               | 냉정 분기점   | Naengjeong JC | -          | 0.00      | 10호선 남해고속도로 (105호선 남해고속도로제3지선)            | 경상남도                                                                                             | 김해시                                                                                                 | 순천방향 진출 시 남해고속도로제3지선 간접 연결 |
| SA              | 장유휴게소    | Jangyu SA     |            |           |                                                              | 경상남도                                                                                             | 김해시                                                                                                 | 부산방향                                       |
| 2               | 장유          | Jangyu        | 3.00       | 3.00      | 국도 제58호선 (금관대로) 지방도 제1020호선 (금관대로·장유로) | 경상남도                                                                                             | 김해시                                                                                                 |                                                |
| 2-1             | 남장유 나들목 | Namjangyu     |            |           |                                                              | 경상남도                                                                                             | 김해시                                                                                                 |                                                |
| TG              | 서부산 요금소 | W.Busan TG    |            |           |                                                              | 경상남도                                                                                             | 김해시                                                                                                 | 본선요금소                                     |
| TG              | 서부산 요금소 | W.Busan TG    | 부산광역시 | 강서구    |                                                              | | | 본선요금소                                     |
| 3               | 가락          | Garak         | 부산광역시 | 강서구    | 9.80                                                         | 12.80                                                                                                | 국가지원지방도 제58호선 (가락대로) 국가지원지방도 제69호선 (가락대로) 부산광역시도 제77호선 (가락대로) | 부산방향 진입, 김해방향 진출 시 요금 지불      |
| SA              | 서부산휴게소  | W.Busan SA    | 부산광역시 | 강서구    |                                                              | | | 김해방향 구 서부산 요금소 부지                 |
| 4               | 서부산        | W.Busan       | 부산광역시 | 강서구    | 5.58                                                         | 18.38                                                                                                | 부산광역시도 제31호선 (공항로)                                                                         |                                                |
| 5               | 사상          | Sasang        | 부산광역시 | 0.40      | 18.78                                                        | 부산광역시도 제22호선 (동서고가로) 부산광역시도 제30호선 (가야대로) 부산광역시도 제41호선 (낙동대로) | 사상구                                                                                                 | 종점                                           |
| 동서고가로 직결 |               |               |            |           |                                                              | | |                                                |

## 주요 통과지
경상남도
- 김해시 (부곡동 - 삼문동 - 무계동 - 신문동 - 율하동 - 응달동 - 수가동)

장유면
부산광역시
- 강서구 (범방동 - 봉림동 - 강동동 - 대저2동) - 사상구 (삼락동 - 감전동)

## 가변차로
- 부산방향 서낙동강교 ~ 서부산 나들목 구간 4 km 구간에서 갓길차로 형식으로 가변차로제가 실시되고 있다. 갓길차로 신호등에 화살표 표시가 있으면 통행이 가능하나, X 표시가 있으면 그 차로는 이용할 수 없다.
- 서부산낙동강교 확장 개통으로 가변차로가 폐지되었다.

## 같이 보기
- 남해고속도로
- 남해고속도로제1지선
- 남해고속도로제3지선
- 동서고가로